# سالو جيبو
سالو جيبو (بالفرنسية: Salou Djibo)‏ هو رئيس النيجر السابق ورئيس المجلس الأعلى لاستعادة الديمقراطية بالنيجر , ولد في 15 أبريل 1965 تلقى تكوينه العسكري بالأكاديمية الملكية العسكرية بمكناس في المغرب, كان قائد لواء المدرعات بالجيش النيجري تزعم انقلابا عسكريا يوم 18/02/2010 حيث أطاح بالرئيس تانجي مامادو .